# Kanton Conlie
Kanton Conlie is een voormalig kanton van het Franse departement Sarthe. Kanton Conlie maakte deel uit van het arrondissement Mamers en telde 9273 inwoners (1999). Het werd opgeheven bij decreet van 24 februari 2014 met uitwerking op 22 maart 2015. Alle gemeenten werden toegevoegd aan het kanton Loué.

## Gemeenten
Het kanton Conlie omvatte de volgende gemeenten:
- Bernay-en-Champagne
- Conlie (hoofdplaats)
- Cures
- Degré
- Domfront-en-Champagne
- La Chapelle-Saint-Fray
- La Quinte
- Lavardin
- Mézières-sous-Lavardin
- Neuvillalais
- Neuvy-en-Champagne
- Ruillé-en-Champagne
- Sainte-Sabine-sur-Longève
- Saint-Symphorien
- Tennie